# London Colney F.C.
London Colney F.C. là một câu lạc bộ bóng đá đến từ London Colney, gần St. Albans, Anh, hiện đang thi đấu ở Spartan South Midlands League Premier Division.

## Lịch sử
Đội bóng được thành lập năm 1907 và gia nhập Herts County League Division One 'A' năm 1955. Mùa giải 1999–2000, họ vào đến vòng 4 của FA Vase. Mùa giải 2012–13 đội bóng thi đấu ở Spartan South Midlands Football League Premier Division.
Câu lạc bộ kỉ niệm 100 năm thành lập với nhiều thành tích khác nhau khi đội chính có một mùa giải tràn đầy hi vọng với nhiều kì vọng thăng hạng từ Spartan South Midlands Premier Division và kết thúc giải đấu với trận thua 9–1 và kết thúc giải đấu ở giữa bảng xếp hạng. Tuy nhiên đội dự bị giành cú đúp ở League và Cup, vô địch Reserve Division 2, chỉ thủng lưới 13 bàn, và cũng vô địch Reserve Challenge Cup khi đánh bại Welwyn Garden City 1–0 trong trận chung kết. Họ cũng vào đế chung kết Herts Intermediate Cup, dẫn trước Đội chính của Kings Langley 1st 1–0 cho đến lúc 3 phút trước khi hết giờ thì bị gỡ hòa bằng bàn phản lưới nhà để buộc phải bước vào hiệp phụ. Chung cuộc đội bóng thua 3–2.

## Danh hiệu
- South Midlands League Premier Division[1]
  - Vô địch 1994–95, 2001–02
  - Á quân 1992–93, 1993–94, 2000–01, 2014-15
- South Midlands League Division One
  - Vô địch 2011-2012
- Herts County League
  - Vô địch 1956–57, 1959–60, 1986–87, 1988–89, 1989–90
  - Á quân 1957–58, 1958–59, 1985–86
- Herts Intermediate Cup
- Herts Senior Cup
- Herts County League Aubrey Cup

## Kỉ lục
- FA Cup[1]
  - Vòng loại 1 1996–97, 1998–99, 2000–01, 2002–03, 2009–10, 2010–11, 2014–15
- FA Vase
  - Vòng 4 1999–2000
  - Vòng 3 2000-01, 2005-06, 2014–15